# Байкенов, Геннадий Николаевич
Геннадий Николаевич Байкенов (род. 19 сентября 1950 года, Заводоуковск) — советский и российский тренер по лёгкой атлетике. Заслуженный тренер России (1993).

## Биография
Геннадий Николаевич Байкенов родился 19 сентября 1950 года в городе Заводоуковск Тюменской области, здесь закончил среднюю школу № 2.
После окончания Свердловского педагогического училища имени М. Горького в 1970 году работать в школах № 3 и № 12 г. Первоуральска. Затем с 1977 по 1985 год работал тренером по лёгкой атлетике в спортивном клубе «Уральский трубник».
В 1978 году окончил факультет физического воспитания Свердловского государственного педагогического института.
С 1985 года работает тренером-преподавателем по лёгкой атлетике в школе высшего спортивного мастерства Екатеринбурга.
С 1990 по 1991 года тренером группы выносливости сборной командой СССР.
В 1993 году Геннадию Николаевичу было присвоено почётное звание «Заслуженный тренер России».
Также работал старшим тренером сборной команды Свердловской области по лёгкой атлетике, был старшим преподавателем кафедры физического воспитания и спорта Уральского государственного аграрного университета.
В настоящее время работает в спортивном клубе «Луч» в Екатеринбурге и возглавляет Федерацию лёгкой атлетики Свердловской области.
За годы тренерской работы подготовил 5 мастеров спорта международного класса и 15 мастеров спорта, среди которых:
- Владимир Штырц;
- Ольга Чурбанова — обладательница Кубка Европы 1996 года в беге на 1500 метров, трёхкратная чемпионка России (1993, 1993, 1994)[4];
- Елена Толстогузова — призёр командного чемпионата мира по шоссе 1991 года, участница Игр доброй воли 1990 года, чемпионка СССР 1990 года на дистанции 10000 метров;
- Андрей Останин;
- Ольга Догадина — чемпионка РСФСР 1989 года;
- Евгения Гуда — победительница Кубка СССР;
- Владимир Ряпосов — бронзовый призёр чемпионата России 2002 года[5][6][7][8].

## Награды и звания
- Почётное звание «Заслуженный тренер России» (1993).
- Почётная грамота Правительства Свердловской области.
- Почётный знак «За заслуги в развитии физической культуры и спорта» (2015)[9].